# 山本珠緒
山本 珠緒（やまもと たまお、2001年3月26日 - ）は、日本の女性モデル。福岡県出身。オスカープロモーション所属。

## 来歴
山本家の長女として生まれる。中学生の弟を持つ。
モデル活動を始めたのは子役時代（時期は明らかになっていない）。
高校在学中の2017年8月、第15回全日本国民的美少女コンテストに参加し、21人いるファイナリスト（本選出場者）の1人となった。

## 人物
趣味はカフェ巡り。特技はバスケットボールとピアノ。
所属事務所側の公表では身長169cm、バスト78cm、ウエスト58cm、ヒップ84cm、全日本国民的美少女コンテスト主催者のオスカープロモーションによるプロフィールでは身長170cm、バスト81cm、ウエスト62cm、ヒップ87cmとなっている。靴のサイズに関しては共に24.5cmと表記。

## 出演

### CM・広告
- ふくおかフィナンシャルグループ「Wallet＋」（2018年8月）
- First studio Fashion Live in IM
- ホテルニューオータニ博多
- 新趣帯結び発表会
- 百日草花粧会九州ブロック

### WEB
- Line live（2019年3月1日〜）